# 李洵 (歷史學家)

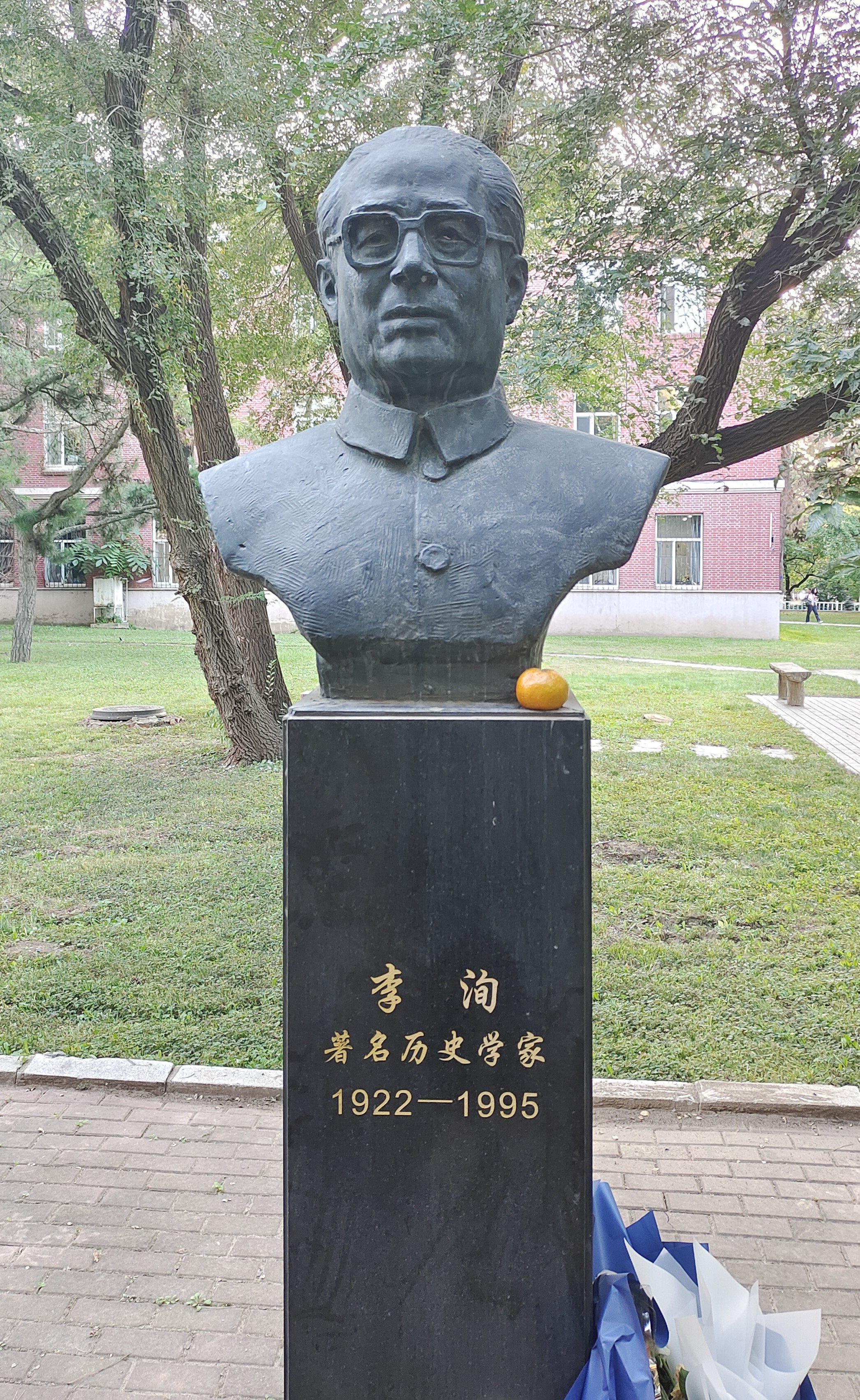
李洵塑像，位於東北師範大學

李洵（1922年7月1日—1995年9月2日），字仲符，遼寧北鎮人，中國史學家，東北師範大學教授，中國共產黨黨員。為明清史領域專家。

## 生平

李洵塑像碑陰所刻傳文

1922年生於遼寧省北鎮縣。其父早年畢業於京師大學堂，後入北京大學國學門繼續攻讀，就學於古韻學專家黃侃，從事古聲韻學研究。受家學薰陶，李洵少年時代即奠定文史基礎。李洵其後在北京一所天主教會學校接受現代西式教育，考入北平臨時大學文學院史學系就讀，受教於馮承鈞、瞿兌之、謝國楨、劉盼遂、容庚、陳垣等學者，受謝國楨之史部目錄學及明清史研究影響尤深。1946年大學畢業，畢業論文為《遼宋金三史纂修考》。畢業後，李洵與中國共產黨接觸，為北平地下黨組織散發、張貼宣傳品。1947年春，李洵前往東北，1948年赴東北師範大學（時為東北大學）歷史系任教，講授中國通史，兼研究馬克思主義著作，將馬克思主義歷史理論融入中國歷史研究之中。其後又開設中國原始社會史、宋元史、中國史、目錄學、史學名著選讀等課程。
1951年後從事明清史教學與科研，花費約兩年時間通讀《明實錄》，作了大量卡片和筆記，又從事《清實錄》之研讀，此外考查上千種明清時期的政書、私家史著、文集、方志和筆記小說。在此基礎上，於1956年5月完成寫作《明清史》一書。50年代中期，圍繞明末東林黨的背景、性質和政治主張發表論文，然而由於反右運動開始，計畫被迫中斷。1958年，李洵被劃為“右派”，受到勞動改造，於業餘時間堅持明清史研究。1978年，李洵重返高校授課，12月任歷史系副教授、明清史研究室主任。1979年2月平反。1979年12月晉升教授。1985年創建明清史研究所，任所長。1986年加入中國共產黨，同年獲得博士導師資格。1991年，國務院授予政府特殊津貼，1992年，吉林省政府頒給“吉林英才獎章”。1995年9月2日因直腸癌去世於長春，享年74歲。

## 著作
主要著述有《明清史》、《明史食貨志校注》、《遼宋金三史纂修考》、《下學集》、《明清時期資本主義萌芽發展的階段性及其特徵》、《孫嘉淦與雍乾政治》等。其去世後，明清史講義、授課錄音及相關學術筆記被趙軼峰整理為《中國的明清時代——李洵明清史講義》，未曾收入《下學集》的已刊論文、未刊文稿、書序、書劄、自傳等，被羅冬陽整理成《李洵文存》，又與《李洵年譜》、《李洵著述目錄》等共同編輯整理為《李洵全集》六卷本出版。